# Jamie Hyneman

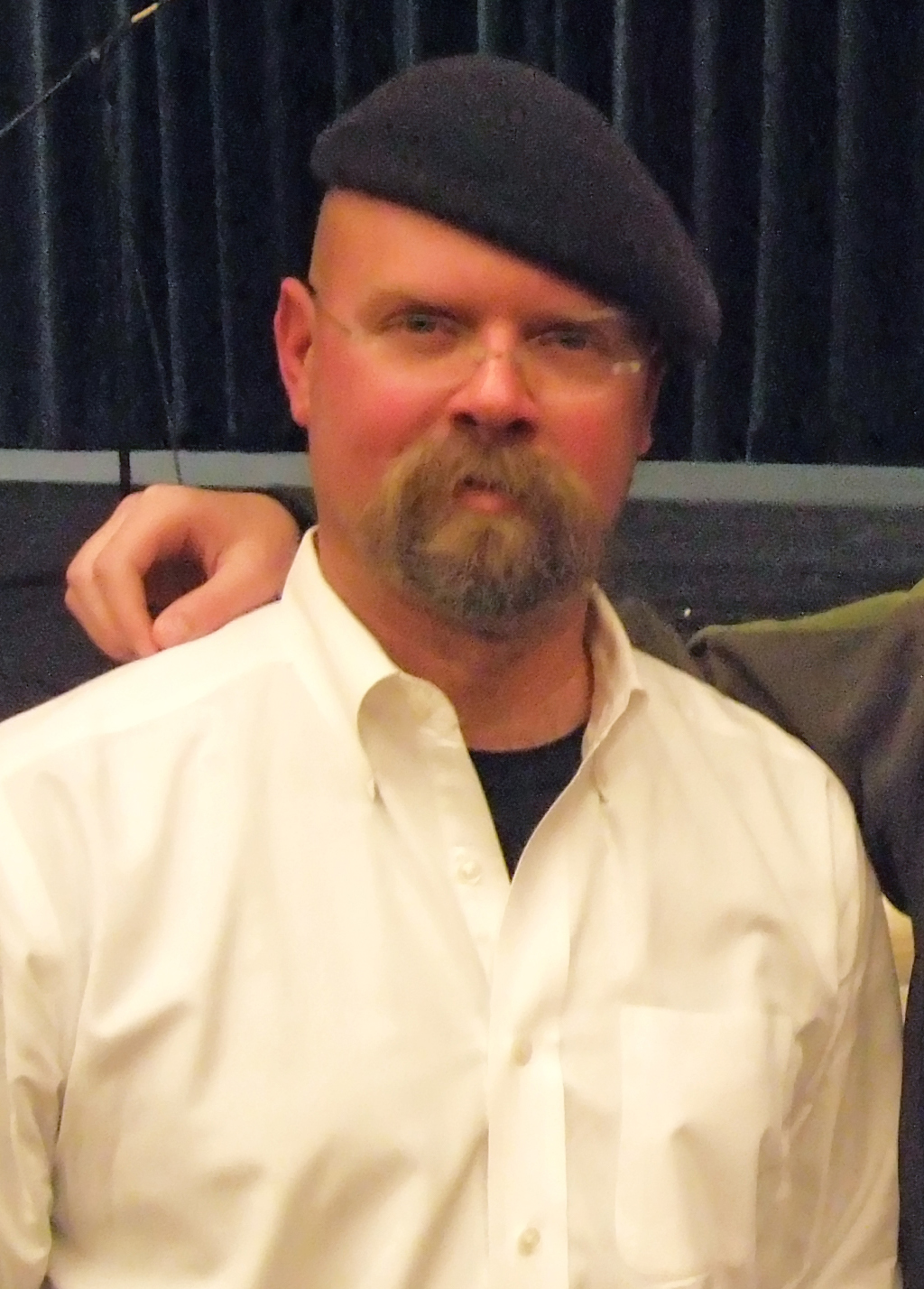
Jamie Hyneman 2006

James „Jamie“ Franklin Hyneman (* 25. September 1956 in Marshall, Michigan) ist ein US-amerikanischer Spezialeffekt-Experte, der vor allem durch seine Tätigkeit als Hauptdarsteller bei der Serie MythBusters – Die Wissensjäger bekannt ist.

## Leben
Hyneman wuchs auf einer Farm in Columbus, Indiana, auf. Laut eigener Aussage war er ein „schwieriges Kind, das mit 14 Jahren auszog und durch das Land trampte“. Später studierte er Literatur und russische Sprache.
Hyneman ist seit 1989 mit der Lehrerin Eileen Walsh verheiratet. Er ist Atheist und Mitglied der Skeptics Society.
Er besitzt mehrere Patente, so etwa für eine Fernsteuereinheit für Stabilisatoren. Außerdem ist er langjähriges Mitglied in der Screen Actors Guild (SAG), der amerikanischen Filmschauspielervereinigung.

## Karriere
Hyneman betrieb für einige Jahre eine Tauchschule mit Boots-Charterservice in der Karibik. Zudem hat er als Survival-Experte, Sprachwissenschaftler, Tierhandlungsbesitzer, Tierfänger, Besitzer eines Bergungsunternehmens, Maschinist und Koch gearbeitet.
Danach fand er seinen Weg in die Filmbranche und arbeitete für einige Produktionsfirmen. Später überwachte er als Geschäftsführer bei „Colossal Pictures“ die Produktion von Modellen und Spezial-Effekten für hunderte von Werbespots und Filmen. Er beteiligte sich damit an über 800 Fernsehwerbungen, unter anderem ist er für Werbungen von 7 Up, Nike, Industrial Light and Magic sowie einiger amerikanischer Automobilfirmen verantwortlich. Darüber hinaus war er bei der Produktion von Top Gun, den Matrix-Fortsetzungen, Star Wars: Episode I – Die dunkle Bedrohung und Episode II sowie vieler weiterer Filme für die visuellen Effekte zuständig.
In den 1990er Jahren nahm Hyneman mit seinem Roboter Blendo an dem Showformat Robot Wars teil.
1997 gründete er die Spezialeffekt-Werkstatt M5 Industries in San Francisco. Von 2003 bis 2016 wurde dort die Fernsehserie MythBusters mit Hyneman und Adam Savage als Hauptdarstellern gedreht.
In der achten Staffel der Serie CSI: Den Tätern auf der Spur hatten Hyneman und Savage zusammen einen Cameo-Auftritt als Labortechniker.
Außerdem hatten Hyneman und Savage zusammen Sprechrollen in einer Folge der 23. Staffel der Fernsehserie Die Simpsons, in der Mythbusters parodiert wurde.

## Ehrungen
2017 wurde Jamie Hyneman von der Technischen Universität Lappeenranta eine Ehrendoktorwürde verliehen.